# Уэстон, Уильям Генри
Уи́льям Ге́нри Уэ́стон (англ. William Henry Weston; 1890 — август 1978) — американский миколог и фитопатолог, профессор криптогамической ботаники Гарвардского университета в 1928—1958 годах.

## Биография
Родился в 1890 году в Нью-Йорке. Учился в Дартмутском колледже в Нью-Хэмпшире, в 1911 году получил там степень бакалавра и поступил в Гарвардский университет, где его руководителем был Роланд Тэкстер. В 1912 году в Гарварде получил степень магистра.
В 1915 году Уэстон защитил диссертацию доктора философии. С 1915 по 1917 год — инструктор по биологии в Университете Западного резервного района, затем — сотрудник Министерства сельского хозяйства. В течение двух лет занимался исследованиями болезней растений на Филиппинах, Гуаме, Гавайях.
С 1921 года — адъюнкт-профессор ботаники Гарвардского университета. В 1925 году некоторое время работал на Кубе, в 1935 году — на Пуэрто-Рико. В 1927 году Уэстон стал адъюнкт-профессором криптогамической ботаники, с 1928 года являлся профессором. В 1927—1932 годах возглавлял кафедру ботаники. В 1958 года — в звании почётного профессора Гарвардского университета.
В 1932 году Уэстон был избран первым президентом Микологического общества Америки. В 1931—1933 годах — президент Ботанического клуба Новой Англии.
В 1956 году получил почётную степень доктора наук Дартмутского колледжа, в 1959 году — Университета Макгилла.

## Некоторые научные работы
- Weston W. H. Observations on Loramyces, an undescribed aquatic Ascomycete // Mycologia. — 1929. — Vol. 21 (2). — P. 55—76.
- Weston W. H. The fungi of Barro Colorado // The Scientific Monthly. — 1933. — Vol. 36. — P. 387—407.

## Виды, названные именем У. Уэстона
- Helicoma westonii Linder, 1931
- Megachytrium westonii Sparrow, 1931
- Sclerospora westonii Sriniv. et al., 1961 — Peronosclerospora westonii (Sriniv. et al.) C.G.Shaw, 1978
- Septobasidium westonii Couch ex L.D.Gómez & Henk, 2004